# Quebequesos
|  | No s'ha de confondre amb Francocanadenc. |

Els quebequesos són els membres de la nació del Quebec. El terme és inclusiu i agrupa tots els ciutadans del Quebec. Tot i això, la majoria dels quebequesos són d'origen francès.
Amb relació a la ideologia política, l'època i el context, aquest gentilici pot designar tots els habitants de la província del Quebec, els ciutadans canadencs residents al Quebec o adherits a la societat i a la cultura dels quebequesos, o canadencs francesos. Per tant, aquesta nacionalitat sociològica es defineix mitjançant criteris disputats que van des del dret del sòl al dret de la sang, passant per l'autodeterminació cultural, fins al reconeixement que els quebequesos formen una nació dins d'un Canadà unit, un text adoptat el 27 de novembre del 2006 pel Parlament del Canadà.